# Acromantis philippina
Acromantis philippina es una especie de mantis de la familia Hymenopodidae.

## Distribución geográfica
Se encuentra en las Islas Filipinas.